# Helvella monachella
Helvella monachella (Giovanni Antonio Scopoli, 1772 ex Fr. (1822) din încrengătura Ascomycota, în familia Helvellaceae și de genul Helvella este o specie saprofită de ciuperci comestibile foarte rară, fiind o descompunătoare ulterioară. O denumire populară nu este cunoscută. Ea trăiește în România, Basarabia și Bucovina de Nord preponderent în grupuri mai mici, pe soluri nisipoase, dar și argiloase prin păduri pe lângă foioase, cu predilecție sub plopi, dar, de asemenea, pe pajiști uscate, pe poteci și în zone de dune de-a lungul râurilor sau pâraielor. Apare de la câmpie la munte din (martie) aprilie până în iunie (iulie).

## Taxonomie

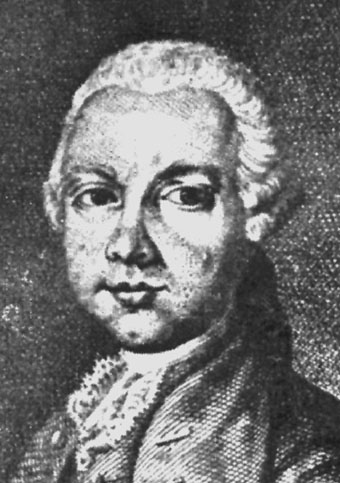
Giovanni Scopoli

Numele binomial Phallus monachella a fost determinat de naturalistul italian Giovanni Antonio Scopoli în volumul 2 al operei sale Flora carniolica din 1772.
Apoi, în 1822, renumitul micolog suedez Elias Magnus Fries a transferat specia la genul Helvella sub păstrarea epitetului, de verificat în volumul 2 al trilogiei sale Systema Mycologicum, fiind numele curent valabil (2024).
Sinonim obligatoriu este Leptopodia monachella, creat de micologul francez Émile Boudier în 1885 pe baza descrierii lui Scopoli care a fost validat de cunoscutul micolog austriac Meinhard Michael Moser în 1963. Celelalte sinonime precum variațiile descrise sunt și ele acceptate.
Epitetul este derivat din cuvântul latin (latină monacha=călugăriță), datorită aspectului mitrei care seamănă cu veșmântul religios al călugărițelor clarise în partea de sus, ele anume poartă un voal negru și un guler alb.

## Descriere

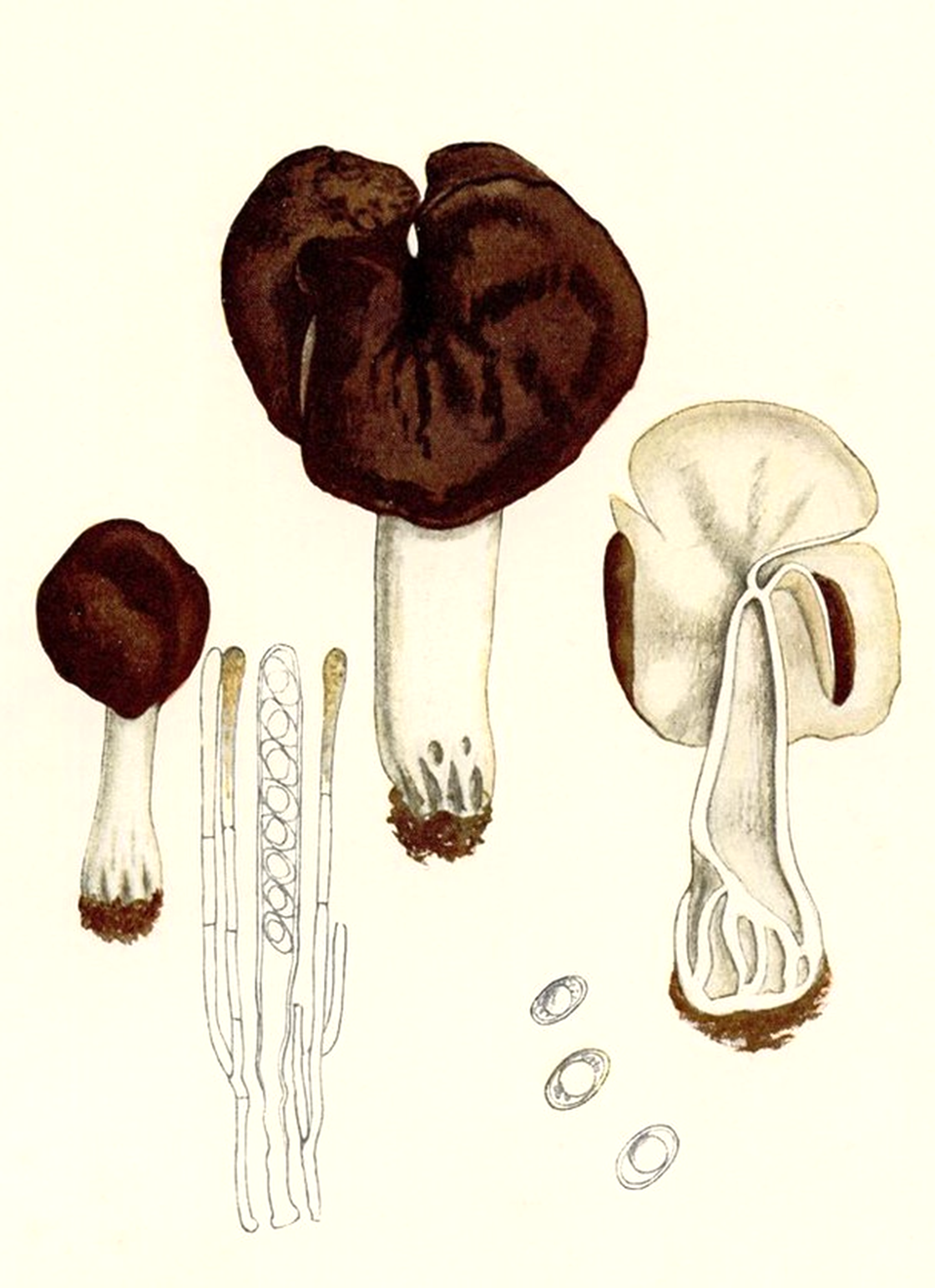
Bres.: Helvella monachella

- Corpul fructifer: în formă de șa, cu o lățime de 3,5-5 (6) cm, este compus din 2 până la 3, uneori chiar 4 lobi crispați sau plisați, parțial sudați între ei sau la picior. Himenul pe partea exterioară este brun până la brun-negricios, iar suprafața sterilă (partea inferioară) albicioasă, netedă și fin tomentoasă. Marginea topită cu o tulpină este sinuoasă, la început albicioasă apoi concoloră cu calota. Coloritul himenului schimbă la bătrânețe, devenind atunci brun-cenușiu-maro, eventual și cu o nuanță violetă.
- Piciorul: destul de gros de 3-6 cm înălțime și 1-2 cm lățime este alb, la bază adesea ușor cenușiu la exemplarele mature, neted, fără nervuri longitudinale, rar ușor brăzdat, sub-cilindric sau comprimat, îndesat, mai mult sau mai puțin umflat la bază și gol pe dinăuntru.
- Carnea: otrăvitoare când odată ingerată crud, este albă, dură și casantă, având un miros neremarcabil precum un gust blând și dulcișor.[4][5]
- Caracteristici microscopice: are spori lat elipsoidali, netezi, hialini (translucizi), cu o picătură mare în centru, având o mărime de 18-24 x 14-16 microni. Pulberea lor est albicioasă. Ascele cilindrice care poartă 8 spori fiecare măsoară 300-350 x 16-18 microni, sunt sinuos-pediculate și mai mult sau mai puțin pliate lateral la bază și nu arată un efect cu reactivul Melzer. Parafizele (celule sterile între asce) cilindrice, ramificate, septate, sub vârfuri negricioase, groase de 7-9 µm corespund cu lungimea ascelor.[11]
- Reacții chimice: nu sunt cunoscute.[12][1]

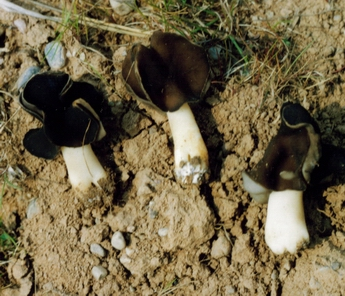
H. monachella, pălărie și picior
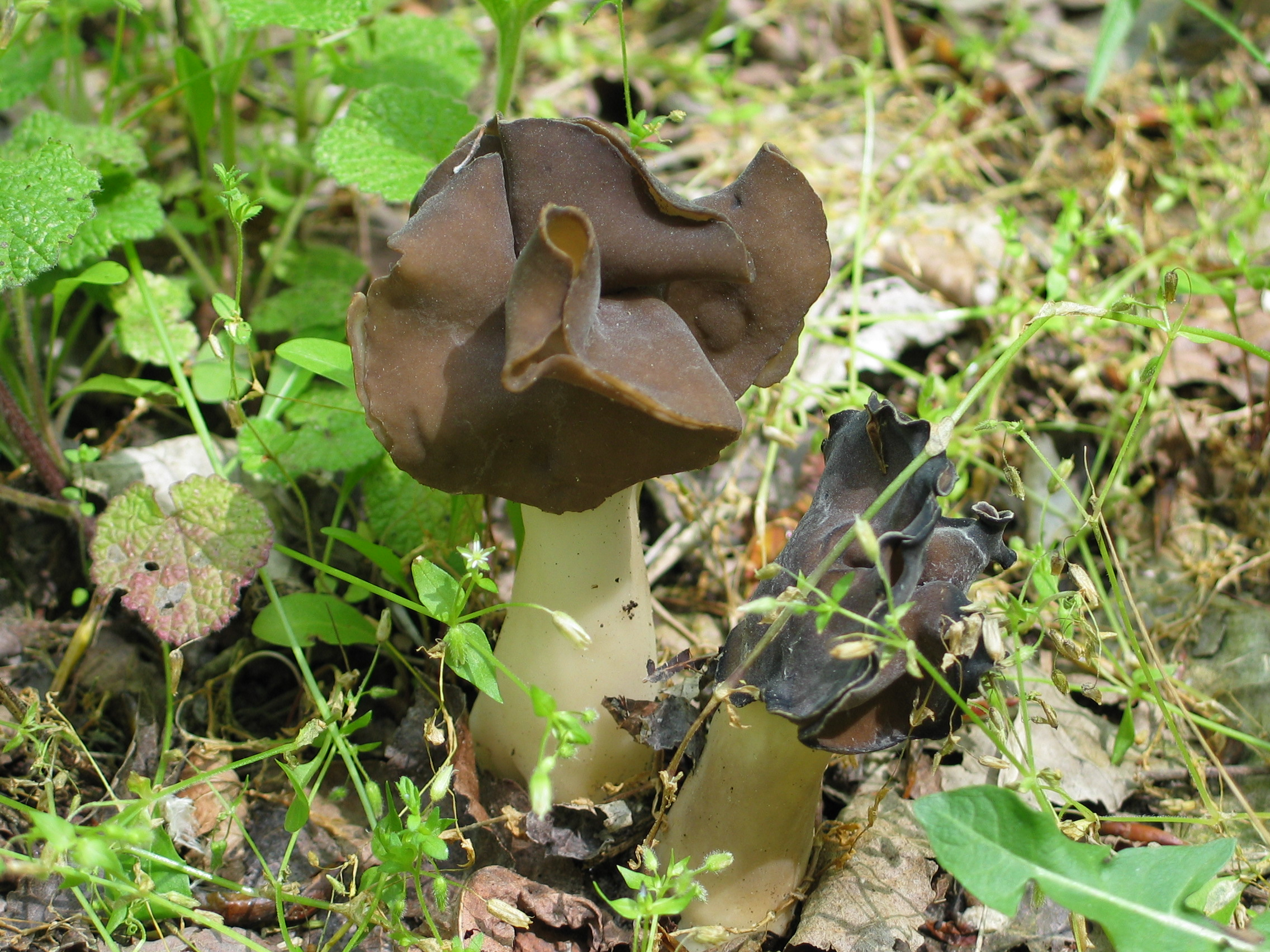
H. monachella mai brună

## Confuzii
Helvella monachella poate fi confundată cu specii asemănătoare, cu toate de comestibilitate restrânsă, ca de exemplu: Gyromitra infula tânără, Helvella albella, Helvella atra, Helvella capucina, Helvella compressa (comestibilă), Helvella elastica, Helvella ephippium, Helvella fusca Helvella lacunosa, Helvella pezizoides + imagini, Helvella queletii, Helvella solitaria sau Helvella spadicea.

## Specii asemănătoare în imagini

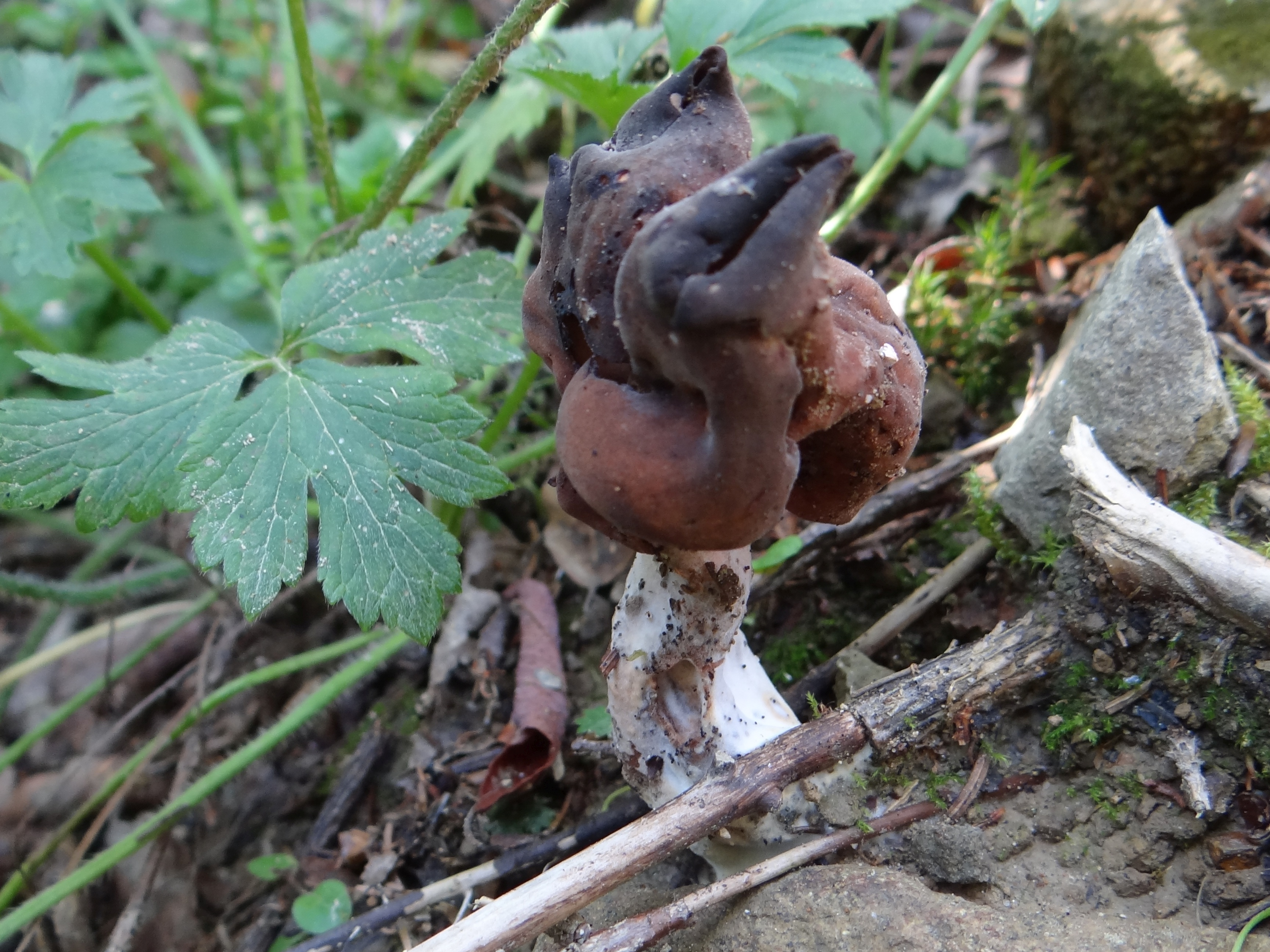
Gyromitra infula
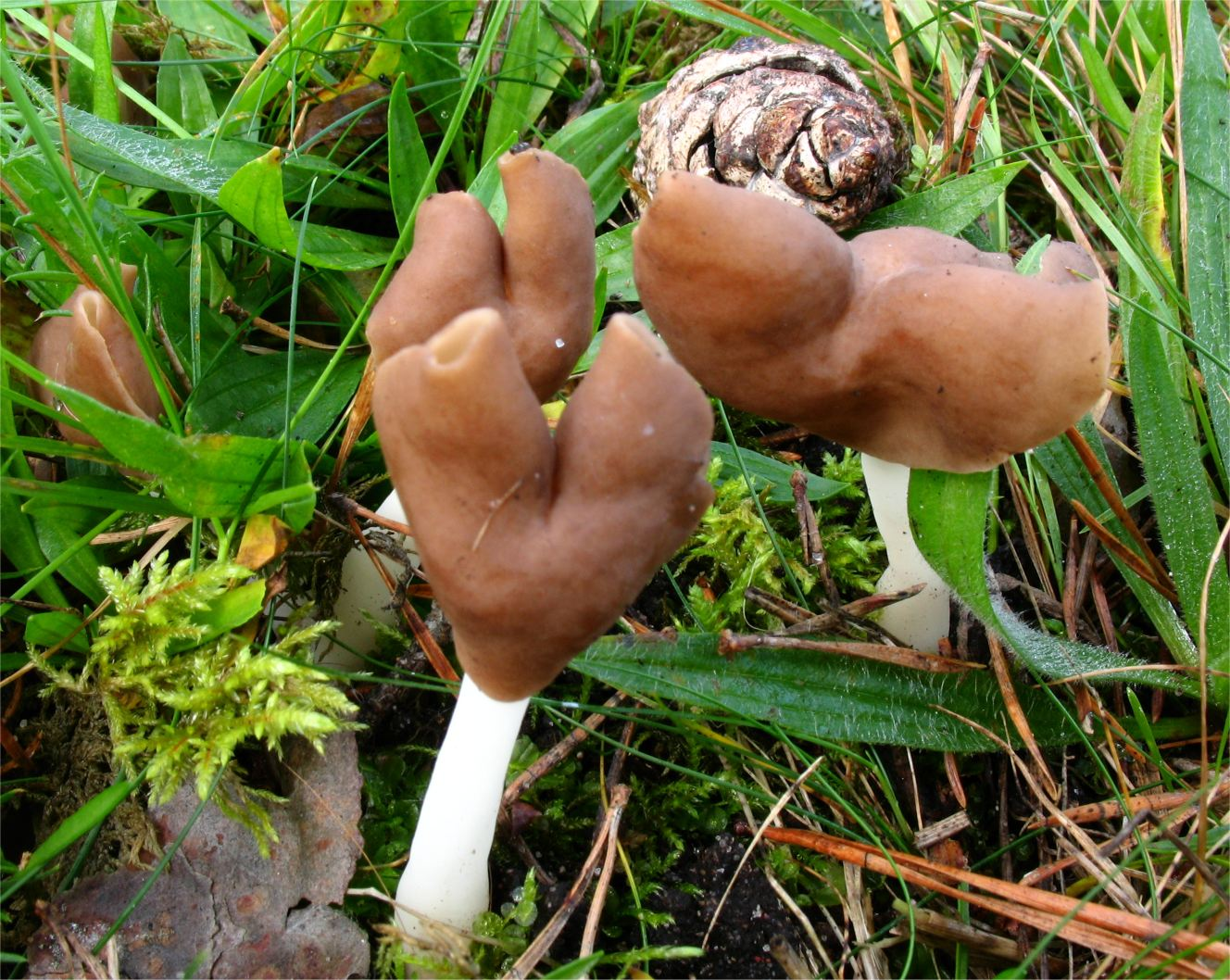
Helvella albella
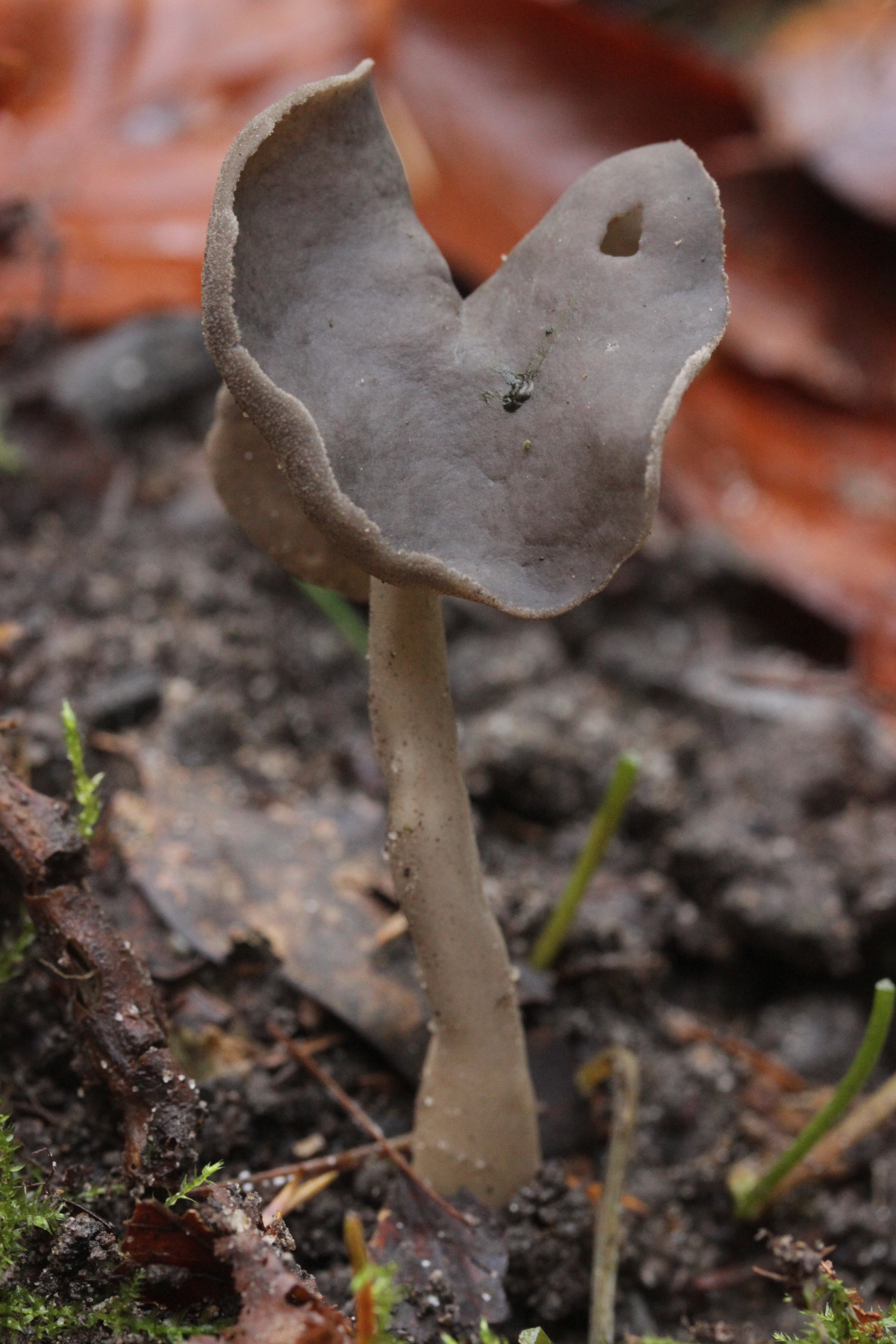
Helvella atra
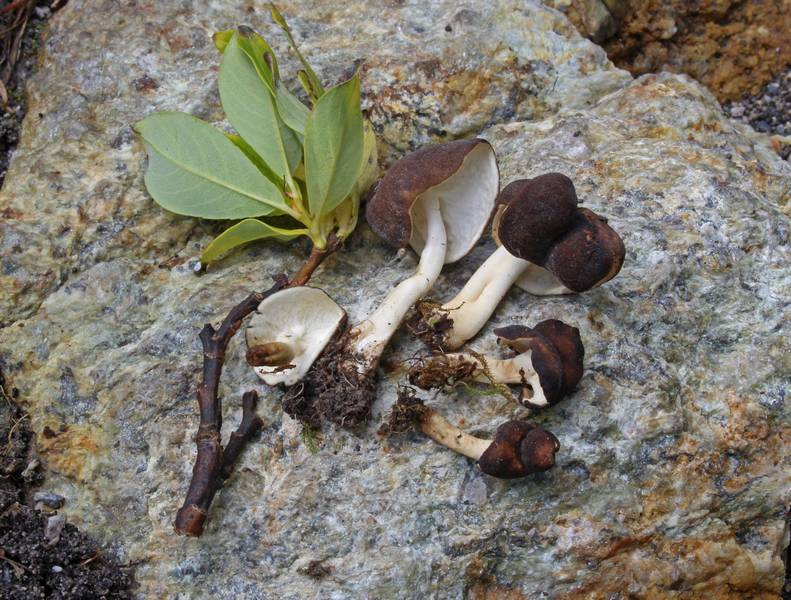
Helvella capucina

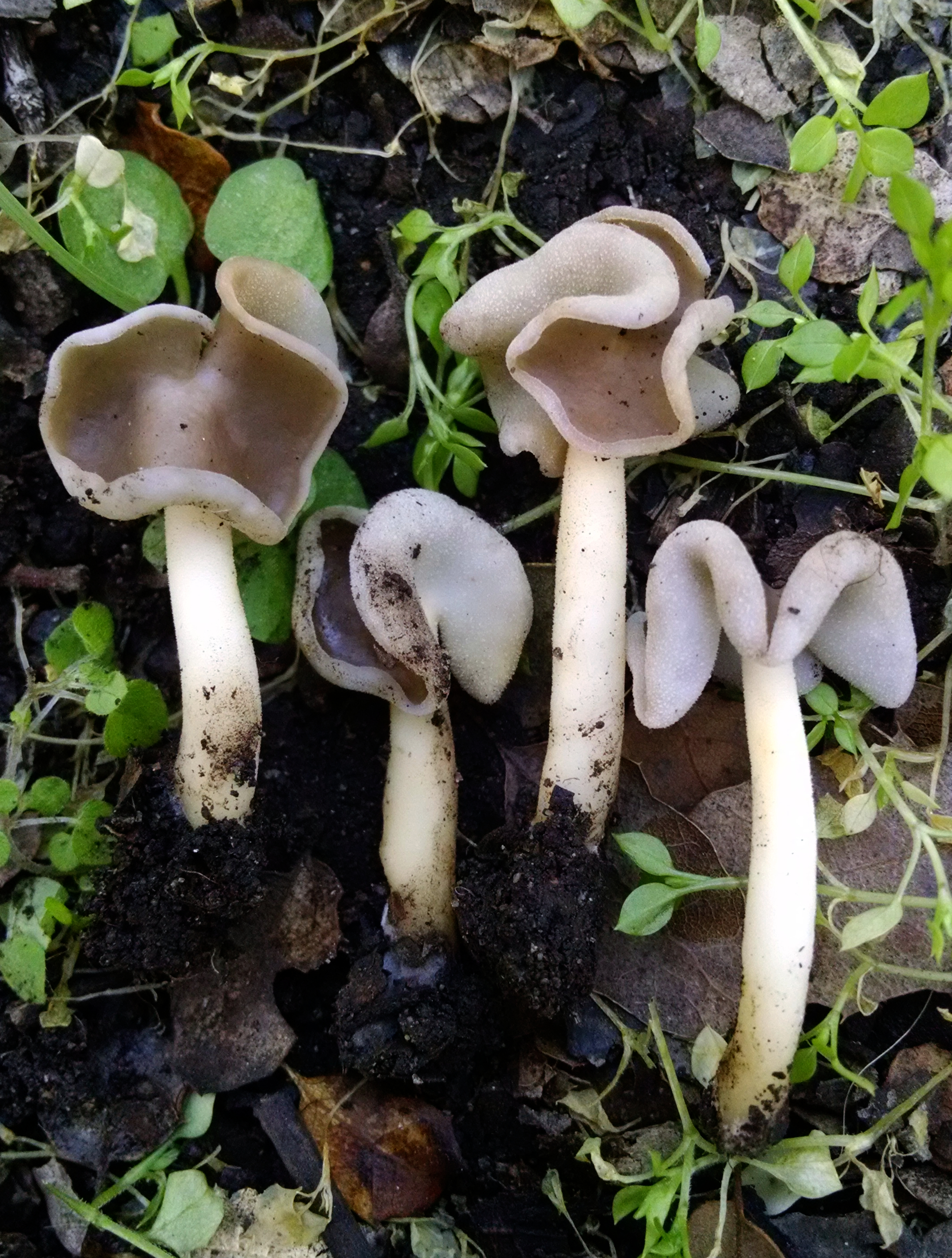
Helvella compressa
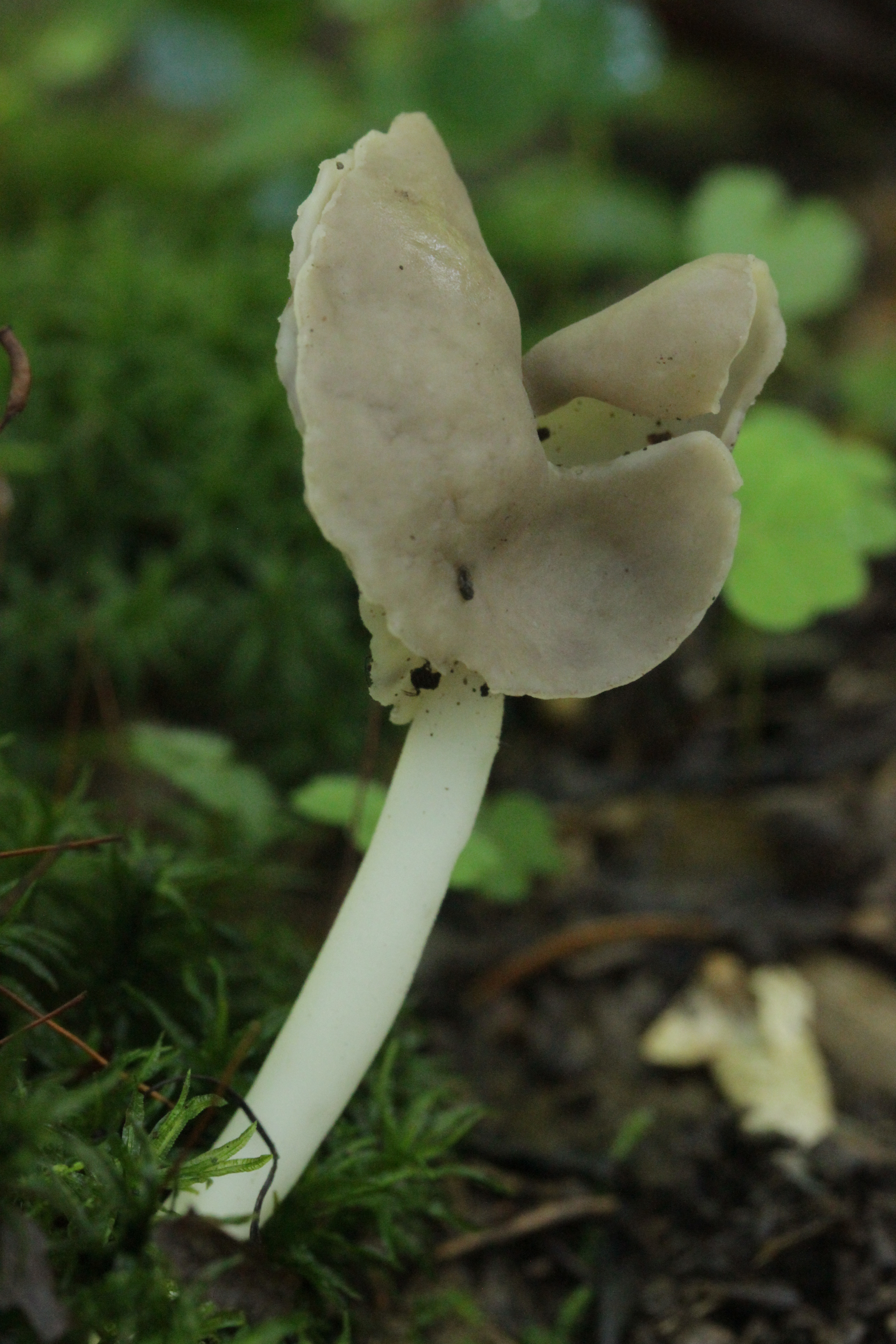
Helvella elastica
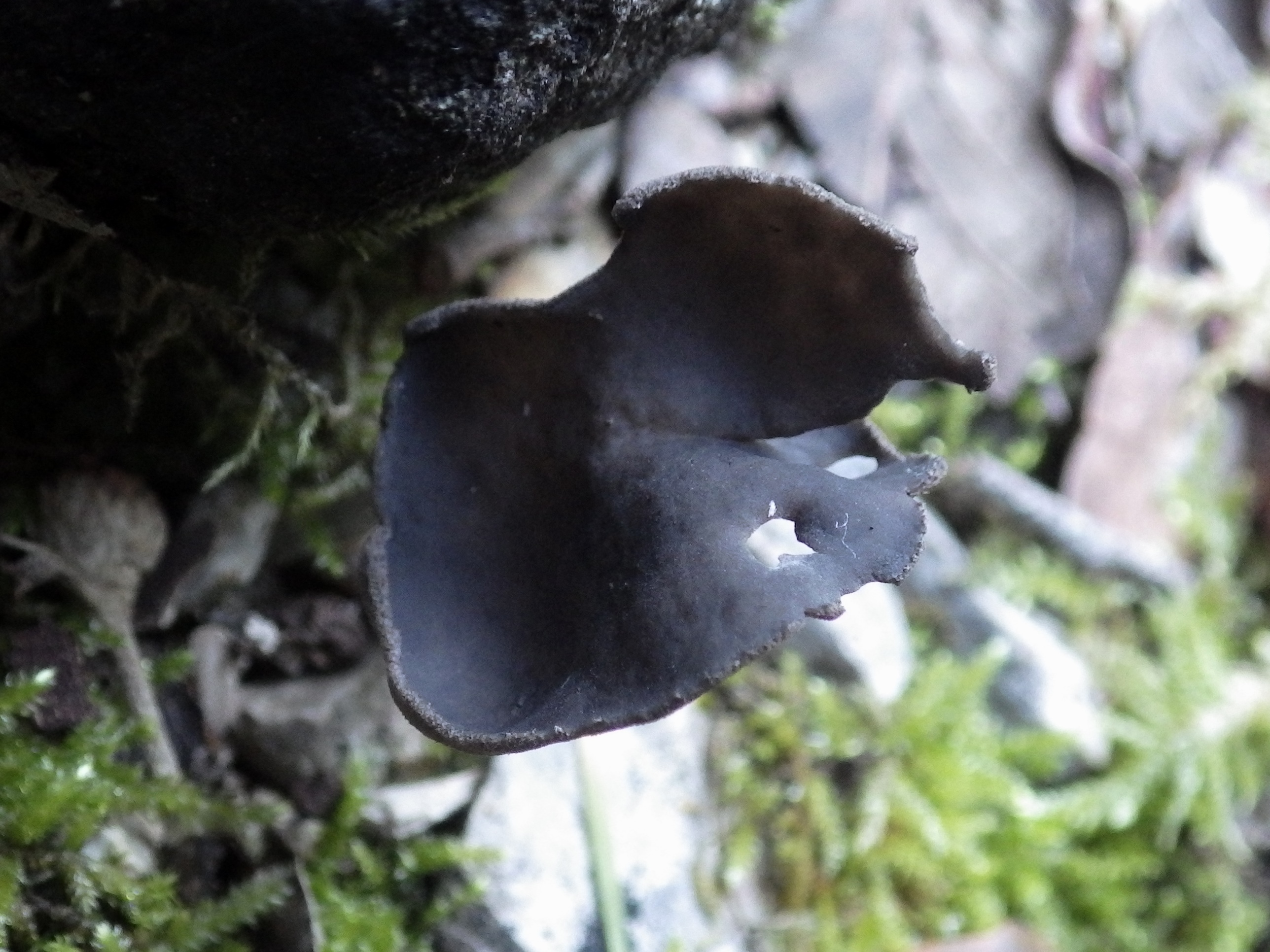
Helvella ephippium
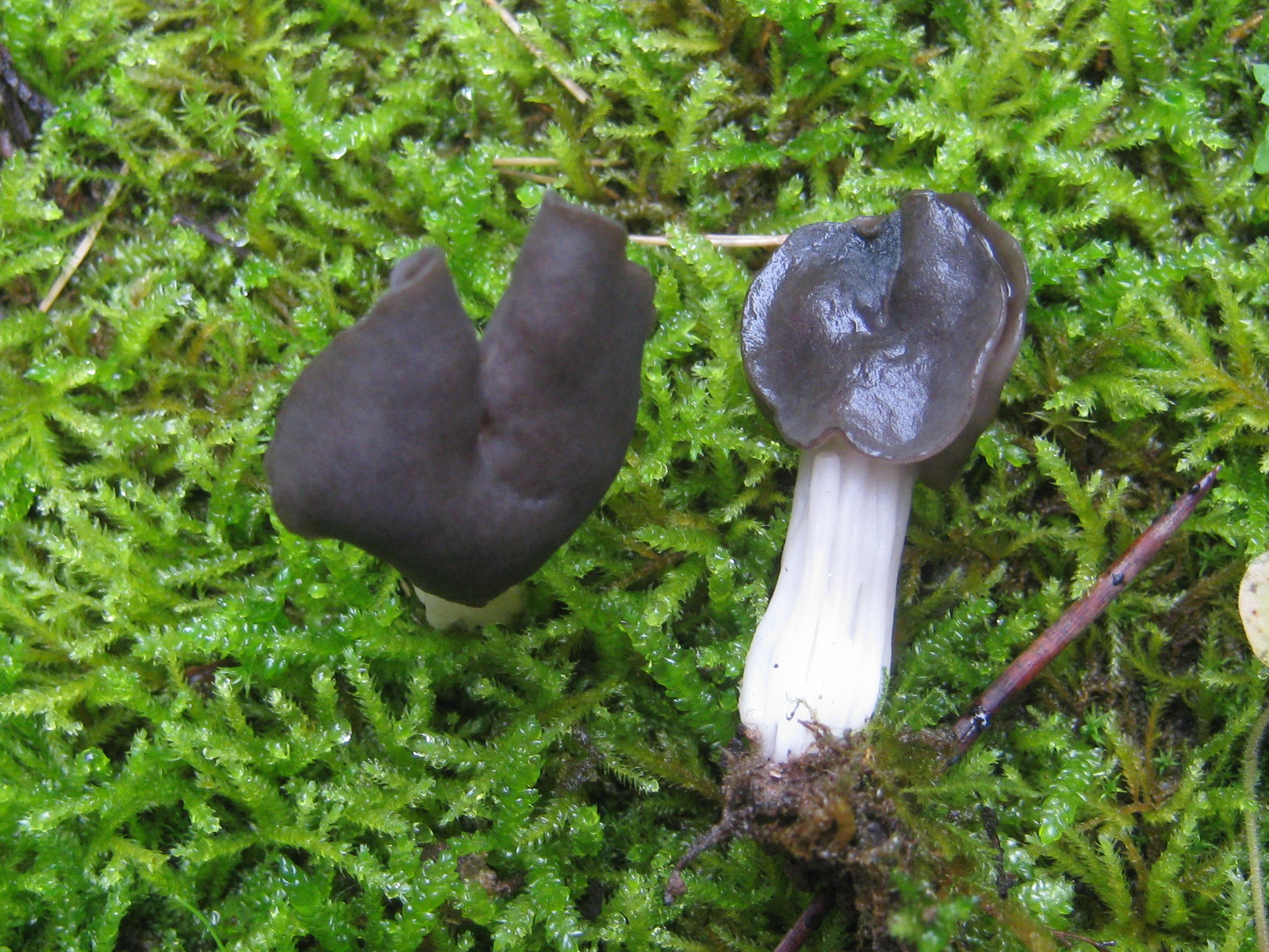
Helvella fusca

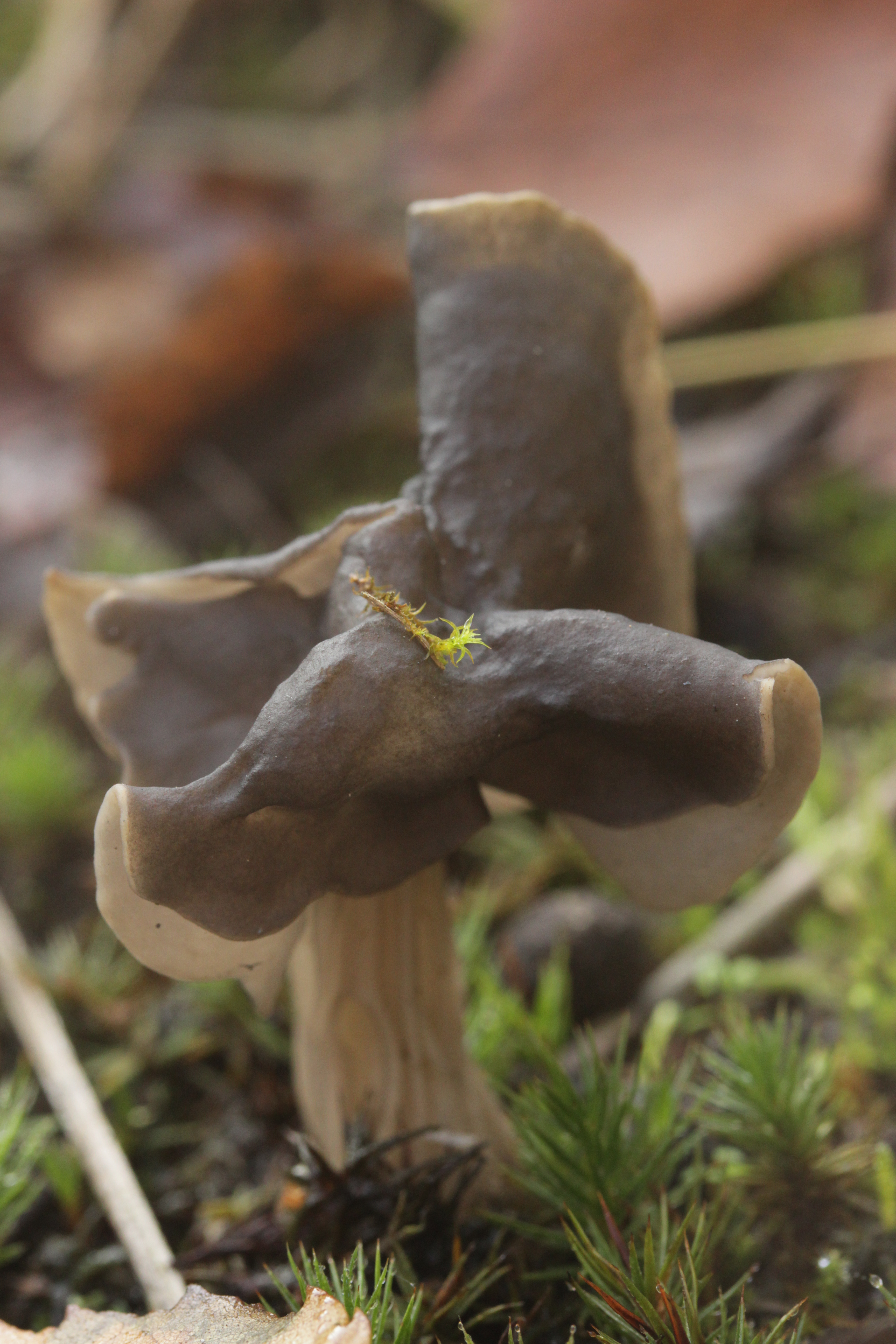
Helvella lacunosa
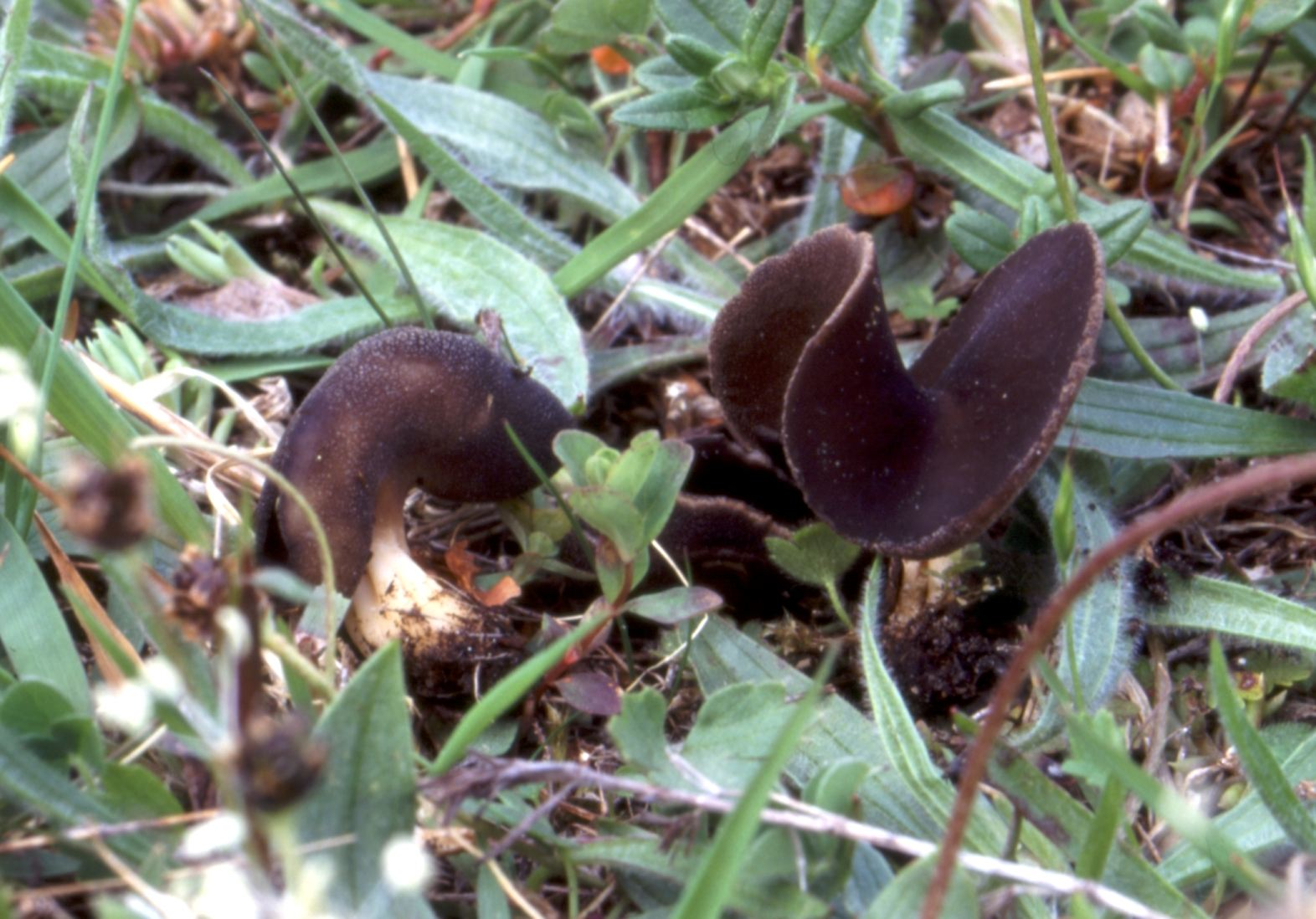
Helvella queletii
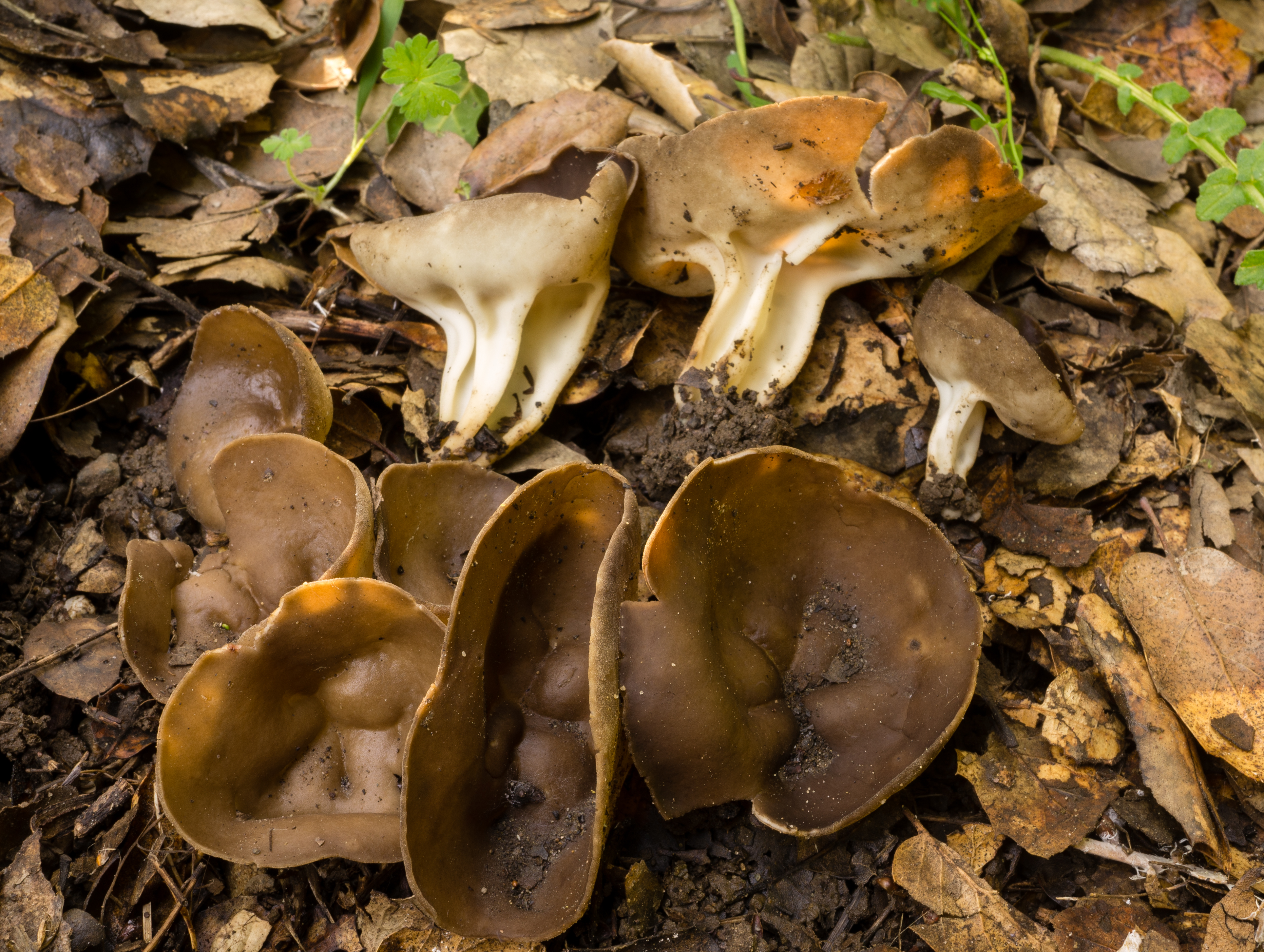
Helvella solitaria
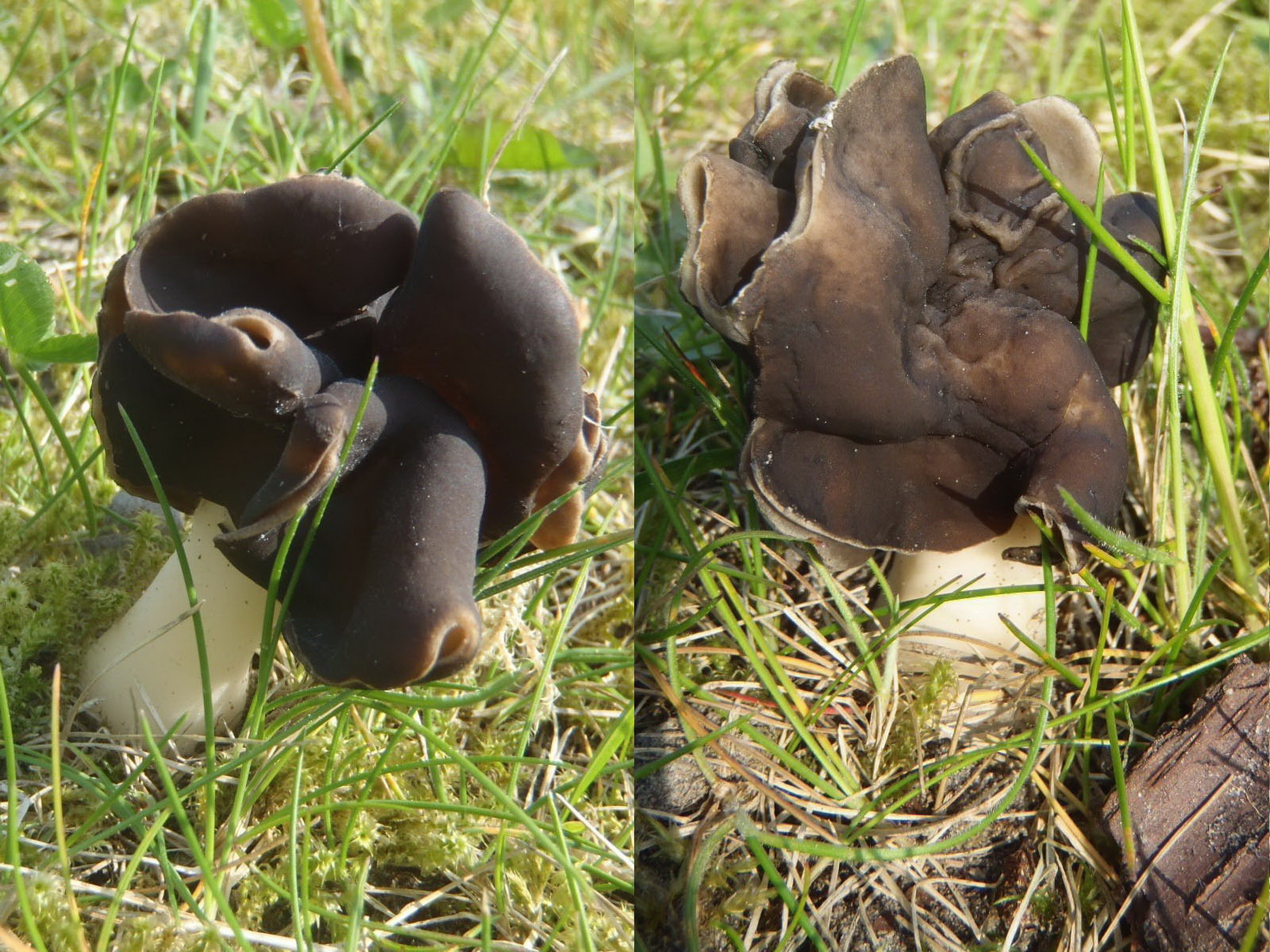
Helvella spadicea

## Valorificare
Helvella monachella este comestibilă și de calitate mediocră, dar și ea conține ceva giromitrină. De aceea trebuie gătită cel puțin 15-20 de minute pentru ca toxina prezentă să se evaporeze. După ce specia este foarte rară, se recomandă cruțarea ei, fiind lăsată la loc.

## Bibiliografie
- Bruno Cetto: „I funghi dal vero”, vol. 1-7, Editura Arte Grafiche Saturnia, Trento 1976-1993 (pentru cercetarea în total)
- Borbásia: „a Magyar Növénytani Társaság folyóirata; Acta Societas Botanicorum Hungaricae”, vol. 1-7, Editura Magyar Növénytani Társaság, Budapesta 1939
- Eckhard Jedicke: „Die roten Listen: gefährdete Pflanzen, Tiere, Pflanzengesellschaften und Biotope in Bund und Ländern”, Editura Ulmer, Stuttgart 1997, ISBN 978-3800-13353-6
- German Josef Krieglsteiner (ed.), Andreas Gminder: „Verbreitungsatlas der Großpilze Deutschlands (West)“, Editura Ulmer, Stuttgart 1991, ISBN 3-8001-3536-1
- John Alexander Lucas: „The Encyclopedia of Mushrooms”, Editura Putnam, New York 1979, ISBN 978-0399-12104-3
- Gianfranco Medardi: „Atlante fotografico degli ascomiceti d'Italia”, Editura Associazione Micologica Bresadola, Trento 2006
- Edmund Michael, Bruno Hennig: „Handbuch für Pilzfreunde: Nichtblätterpilze (Pilze ohne Blätter)“, Editura G. Fischer, Stuttgart 1958
- Meinhard Michael Moser: „Kleine Kryptogamenflora der Pilze – vol. II a.: „Höhere Phycomyceten und Ascomyceten”, Editura Gustav Fischer, Jena 1963
- Umberto Nonis: „Mushrooms & Toadstools: A Color Field Guide”, Editura Hippocrene Books, New York 1982, ISBN: 978-0882-54755-8
- Juan Antonio Sánchez Rodríguez: „Setas comestibles y tóxicas. Diferencias y semejanzas”, Editura Ediciones Mundi-Prensa, Madrid 2012, ISBN: 978-84-8476-507-3
- Josef Velenovský: „Monographia discomycetum Bohemiae, vol. 2, editat pe costuri proprii (Sumptibus Propriis), Praga 1934